# Club Voleibol Haro
El Club Voleibol Haro es un club de voleibol de la localidad de Haro (La Rioja) España. Fundado en 1996. El primer equipo participa bajo el nombre de Haro Rioja Vóley en Superliga desde la temporada 2008/09, máxima categoría en España. 
Posee una escuela de voleibol que enseña a los niños la práctica de este deporte y tiene equipos en varias categorías inferiores. 
Su afición viste de azul. El club fue nombrado "mejor entidad deportiva riojana del 2008".
Está presidido por Ismael Merino.

## Trayectoria de equipo femenino
Antes de su creación, el voleibol local se practicaba dentro de la Agrupación Deportiva Ciamar. En la temporada 2003/2004 el equipo sénior femenino debutó en la Liga FEV, por entonces segunda categoría nacional, y permaneció en ella durante cuatro años. En la temporada 2006/2007 consiguió el ascenso a la recién creada Superliga 2.
El 13 de enero de 2008 se proclama campeón de la primera edición de la Copa de la Princesa ante el anfitrión y vecino equipo del Club Voley Miranda. El 1 de marzo de 2008 consiguió matemáticamente el ascenso a superliga en un encuentro disputado en el Ferial frente al Grupo Gervasport con un 3-0.
En la temporada 2007/2008 consiguió quedar campeón de la primera temporada de Superliga 2, habiendo perdido un único partido en toda la temporada liguera (partido contra Universidad de Granada en su campo), consiguiendo el primer ascenso a Superliga del club.
En la temporada 2008/2009 consiguió colocarse en octavo lugar de la liga regular, con lo que lograba su objetivo de mantenerse en la categoría. Además con esta clasificación entró en los play off, enfrentándose contra el primer clasificado, el C.A.V. Murcia 2005. No consiguió el pase a semifinales, al perder el primer partido en Murcia por 3-0 y el segundo en Haro por 1-3, en el que sería el partido de despedida del entrenador Hugo Gotuzzo tras ocho años en el club.
Para la temporada 2009/2010 Xavier Perales, segundo entrenador los dos años anteriores, pasa a ser primer entrenador del club, consiguiendo un 5º puesto en Superliga, la clasificación para la copa de la reina por primera vez en la que obtuvo el cuarto puesto y la clasificación para la Copa Challenge que no disputará por falta de financiación.
En 2012, bajo la dirección de Manuel Berdegué consigue la Copa de la Reina. Competición celebrada en Salou, el 11 de marzo se impuso en la final al vecino equipo también riojano del Nuchar Eurochamp Murillo. 
Desde 2021 Esther López está al frente del equipo como entrenadora. 
El equipo juvenil femenino ha conseguido 2 campeonatos de La Rioja.

## Organización de torneos
- Torneo Vóley-Calle: se disputa desde 1994 en los jardines de la vega. Cuenta con una gran participación, en 2008 con 50 parejas.[6] Los participantes se reparten en las categorías masculino, mixto y femenino. Desde 2005 existe una categoría popular, para gente sin apenas conocimientos de voleibol. Los equipos son de dos personas y se juega en pista de 5x5 con reglas de vóley pista.
- Torneo Triangular Virgen de la Vega: es un amistoso de pretemporada. En él se enfrenta a otros dos equipos de alto nivel del voleibol nacional.
- Trofeo Comunidad de La Rioja Memorial Lorena Ojeda: se empezó a disputar en 2004 bajo el nombre "Trofeo Comunidad de La Rioja", cambiando al nombre actual en 2006 en homenaje a Lorena Ojeda Sancha, jugadora del club fallecida en febrero de ese mismo año en accidente de tráfico.[7] El club jarrero se enfrenta a tres equipos de alto nivel del voleibol nacional.

## El Ferial

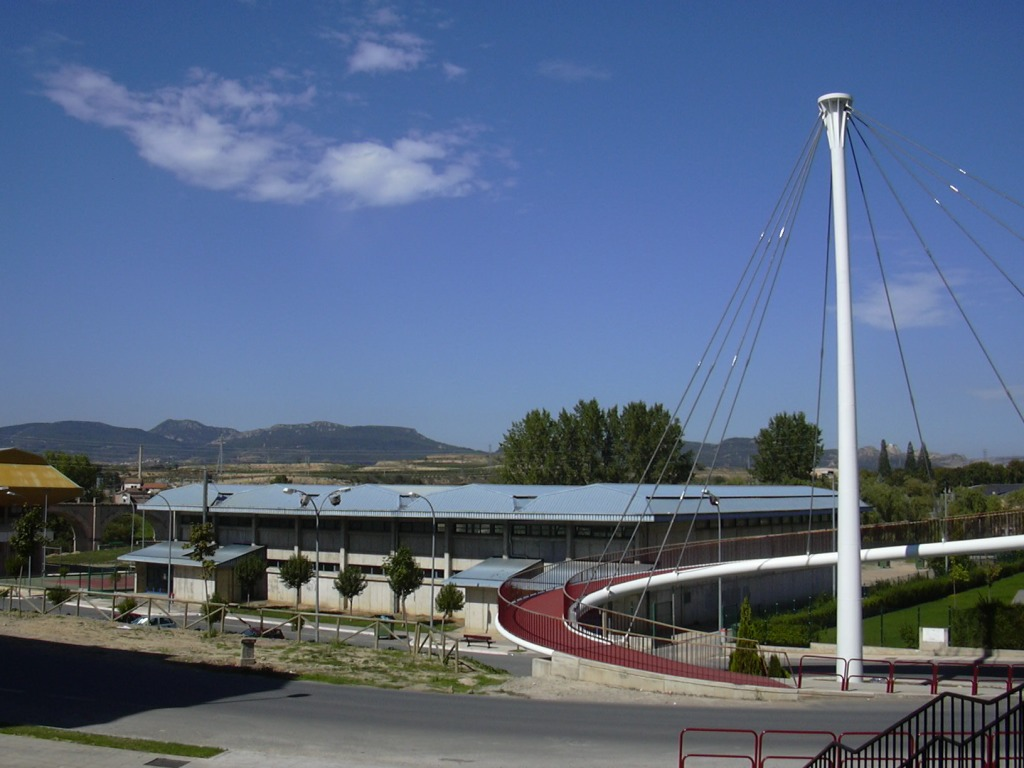
Pabellón El Ferial.

El Polideportivo El Ferial es el campo oficial del equipo. Tiene gradas con capacidad para 700 espectadores. Este aforo suele ser suficiente aunque se acerca al lleno en la mayoría de los partidos. 
La excepción fue el partido de 17 de marzo de 2007 disputado contra el equipo Club Volei Miranda en el que la expectación era máxima debido a la rivalidad tradicional entre Haro y Miranda de Ebro. Se añadieron gradas supletorias, pero aun así muchos aficionados no pudieron presenciar el encuentro por haberse agotado las casi 1000 entradas.

## Trayectoria del equipo sénior femenino
| Competición           | Temporada | Resultado                                                                    |
| --------------------- | --------- | ---------------------------------------------------------------------------- |
|                       | 1998/1999 | Ascenso a 2ª División Nacional                                               |
| 2ª División Nacional  | 1999/2000 |                                                                              |
| 2ª División Nacional  | 2000/2001 |                                                                              |
| 2ª División Nacional  | 2001/2002 | Fase de ascenso a 1.ª División Nacional. Disputada en Laredo                 |
| 1.ª División Nacional | 2002/2003 | Fase de ascenso a Liga FEV. Organizado por el Club Voleibol Haro             |
| Liga FEV              | 2003/2004 | Quinto puesto                                                                |
| Liga FEV              | 2004/2005 |                                                                              |
| Liga FEV              | 2005/2006 |                                                                              |
| Liga FEV              | 2006/2007 | Primer puesto                                                                |
| Superliga 2           | 2007/2008 | Primer puesto - Campeón de la Copa de la Princesa                            |
| Superliga             | 2008/2009 | Octavo puesto                                                                |
| Superliga             | 2009/2010 | Quinto puesto                                                                |
| Superliga             | 2010/2011 | Quinto puesto                                                                |
| Superliga             | 2011/2012 | Subcampeón - Campeón de la Copa de la Reina                                  |
| Superliga             | 2012/2013 | Campeón - Campeón de la Copa de la Reina - Campeón de la Supercopa de España |
| Superliga             | 2013/2014 |                                                                              |
| Superliga             | 2014/2015 |                                                                              |
| Superliga             | 2015/2016 |                                                                              |
| Superliga             | 2016/2017 |                                                                              |
| Superliga             | 2017/2018 |                                                                              |
| Superliga             | 2018/2019 |                                                                              |
| Superliga             | 2019/2020 |                                                                              |
| Superliga             | 2020/2021 |                                                                              |
| Superliga             | 2021/2022 | Sexto puesto                                                                 |
| Superliga             | 2022/2023 |                                                                              |